# 2-minus-1-vej
En 2-minus-1-vej eller 2 minus 1 vej, er en vejtype, hvor der er én vejbane og bred vejkant i begge sider. Flere danske kommuner har etableret denne i landdistrikterne ved at ændre eksisterende tosporede veje. Målet med etablering af 2-minus-1-veje er at give plads til cyklister og fodgængere på vejen og dermed undgå at etablere nye gang- og cykelstier.